# Erepta thiriouxi
Erepta thiriouxi ist eine ausgestorbene Landlungenschneckenart, die auf Mauritius vorkam. Das Artepitheton ehrt den Amateur-Paläontologen Louis Étienne Thirioux, der gemeinsam mit Paul Carié die Typusexemplare gesammelt hatte.

## Merkmale
Der Gehäusedurchmesser der gesammelten Exemplare beträgt 9,5 bis 10,5 mm, die Gehäusehöhe 7 bis 8 mm. Das Gehäuse ist kegelförmig, ziemlich dick und kräftig. Es gibt sieben Windungen und eine gewölbte Endwindung, die an der Peripherie stark gewinkelt und nahezu kielförmig ist. Der Nabel ist schmal. Die Skulptur hat sehr schräge, ungleiche Radialstreifen an der apikalen Fläche und enge hervorstehende Radialstreifen an der Basalfläche. Das Peristom ist etwas verdickt. Die Spindel ist umgeschlagen und trägt einen kleinen Zahn.

## Status
Erepta thiriouxi ist nur von subfossilem Typusmaterial bekannt, das im 19. Jahrhundert am Berg Pieter Both in 330 bis 450 Höhe auf Mauritius gesammelt wurde. Lebende Exemplare wurden nie gefunden.